# Argyrotome alba
Argyrotome alba là một loài bướm đêm trong họ Geometridae.